# Trichosteleum stictum
Trichosteleum stictum är en bladmossart som beskrevs av Kindberg 1891. Trichosteleum stictum ingår i släktet Trichosteleum och familjen Sematophyllaceae. Inga underarter finns listade i Catalogue of Life.